# Cursa del Carrer Nou
La cursa del Carrer Nou és una cursa popular de Girona que té lloc el cap de setmana abans de les Fires de Girona (el penúltim cap de setmana d'octubre). La cursa es divideix en dues categories: infantil, de 600 m i d'adults, en 5 i 10 km.
És una de les principals curses populars de la ciutat de Girona, junt amb la cursa de 10 km d'Esports Parra, la Cursa Popular Ciutat de Girona, la Mitja Marató Ciutat de Girona i la Sant Silvestre de Girona.